# Янь Янчу
Янь Янчу (трад.:晏陽初; упрощ.:晏阳初; пиньинь: Yàn Yángchū , 1890—1990 гг.)..
Янь Янчу (Y. C. James Yen) был китайским педагогом и организатором, известен благодаря своим работам в таких областях: устранение неграмотности; восстановление сельских районов, поначалу в Китае, а затем и в многих других странах.
Англоязычные друзья называли его просто «Джимми».
В 1920-х г., после совместной работы с китайскими рабочими во Франции, Янь организовал Национальную ассоциацию движений массового самообразования, чтобы привнести грамотность в китайское общество. Затем он обратился к китайским деревням, с целью реконструировать сельские районы. Наиболее известной из этих районов — это Дин Сиань, (Тин Сянь), 1926—1937 г. графство в Хэбэе.
В 1948 г. он сыграл важную роль в создании Совместной комиссии по восстановлению сельских районов (анг. Joint Commission on Rural Reconstruction), которая затем переехала на Тайвань. В 1952 г. Янь Янчу организовал Филиппинское движение за восстановление сельских районов, а в 1960 г. он основал Международный институт реконструкции сельских районов .
В 1980-х г. он вернулся обратно в Китай. Умер в 1990 г., в г. Нью-Йорк.
Янь Янчу родился в ученой, но не богатой семье в Бачжун, Сычуань, в 1890 г. Его отправили в школу под руководством Внутрикитайской миссии, также он учился в Гонконгском университете. В 1918 г. он окончил Йельский университет, где был членом братства Beta Theta Pi . После завершения обучения он отправился во Францию, чтобы присоединиться к работе Международного YMCA совместно с рабочими Китайского рабочего корпуса во Франции, которых отправили для поддержки союзников в период Первой мировой войны. Янь Янчу вспоминал, что работая с ними над чтением и написанием писем, он обнаружил, что «впервые в его необразованной, интеллектуальной жизни» он осознал ценность простых людей своей страны. Чего им не хватало, так это образования. Поэтому Янь Янчу написал широко применяемый учебник касательно грамотности, в котором использовалось 1000 базовых символов.
После того как Янь Янчу получил степень магистра в Принстонском университете и выполнял функции председателя в Христианской ассоциации китайских студентов, он в 1921 г. вернулся в Китай, чтобы возглавить национальные кампании массовой грамотности в рамках Китайской национальной ассоциации YMCA. В 1923 году Йен и ведущие интеллектуалы, такие как Лян Цичао, Ху Ши и Тао Синчжи, создали Национальную ассоциацию движений массового образования (анг. MEM).
MEM провела кампании по всей стране, которые координировали работу учителей-добровольцев, местных руководств и любые доступные места для привлечения студентов, которые не могли оплатить свое обучение. Среди учителей-добровольцев был и Мао Цзэдун . Эти кампании привлекли более пяти миллионов студентов и послужили образцом для еще более широко-специализированных школ.
Позже Янь Янчу вспоминал, что в то время он считал себя не «христианином», что подразумевало под собой членство в церкви, а «последователем Христа», подразумевающим прямую связь с Иисусом. Он критиковал большинство миссионеров за то, что они не ознакомлены с реалиями Китая, но с энтузиазмом приветствовал поддержку тех китайских и зарубежных христианских организаций, которые занимались проблемами сельской местности.
В 1926 г. MEM организовала деревенскую кампанию в округе Дин Сиань (Ding Xian), примерно в 200 милях к югу от Пекина . Эксперимент Тинг Сянь (по латинизации того времени) использовал «народные школы» для координации инноваций, начиная от скрещивания свиней и экономических кооперативов, заканчивая деревенской драматургией и сельскими медицинскими работниками. Янь Янчу присоединился к Лян Шумин и другим независимым реформаторам, чтобы сформировать Национальное движение за восстановление сельских районов, в которое вошли несколько сотен местных и национальных организаций. Это движение преобразовать сельскую местность как основу для новой китайской нации. Работа в Дин Сиань (Ding Xian) привлекла внимание всей страны, разработав много новых методов для развития сельских районов, которые не зависели от контроля со стороны центрального правительства, насильственной революции или крупных иностранных инвестиций.
В 1937 г. японское вторжение подтолкнуло MEM к работе сначала в Хунани, затем в Сычуани, но Янь Янчу большую часть военного периода провел в г. Вашингтон, округ Колумбия. После 1945 г. он обнаружил, что его взгляды все больше расходится с военными заботами националистического правительства; в 1948 г. он убедил Американский Конгресс профинансировать независимую китайско-американскую совместную комиссию по восстановлению сельских районов, где он стал одним из членов комиссии. В 1950 г., когда его работа в Китае была остановлена приходом коммунистического правительства, Янь Янчу возглавил Филиппинское движение за восстановление сельской местности и основал Международный институт реконструкции сельских районов [1], штаб-квартира находилась в Филиппинах. В 1985 г. китайское правительство наконец одобрило возвращение Янь Янчу в Китай и признало его огромный вклад в массовое образование и восстановление сельских районов. Он умер в г. Нью-Йорк осенью 1990 г.
В конце 1990-х — начале 2000-х гг. Движение за новую сельскую реконструкцию стало наследием Янь Янчу в решении проблем сельской местности, созданной в результате успеха глобализации экономики. В июле 2003 г. массовые активисты основали институт Джеймса Йена (анг. James Yen) по восстановлению сельских районов в Динчжоу, где до войны проводилась деятельность MEM.
Харизматичность, особый стиль речи и сильная личность Янь Янчу сделали его образ привлекательным для многих китайских и иностранных групп. Американский писатель, выросший в Китае, Перл Бак опубликовал небольшую книгу-интервью с Йеном, Tell The People; Беседы с Джеймсом Йеном о движении за массовое образование .
Джон Херси, отец которого был миссионером в Китае и работал с Йеном в 1920-х г., написал роман «Зов» который включает лишь слегка выдуманный портрет педагогов под именем «Джонни Ву» (анг. Johnny Wu).

## Основные работы
- Yen, James Y. C. (1929). China’s New Scholar-Farmer. [S.l.]: Chinese National Association of the Mass Education Movement.CS1
- —— (1934). The Ting Hsien Experiment. Peiping: Chinese National Association of the Mass Education Movement.CS1